# Summerhill
Summerhill je internatska šola, ki jo je leta 1921 ustanovil Alexander Sutherland Neill v Suffolku (Anglija).

## Splošno o Summerhillu
Internatska Šola Summerhill, ki je bila ustanovljena leta 1921, je prvič postala razpoznavna leta 1930 v Britaniji. Šola je postala slavna predvsem zaradi svobode in avtonomije otrok in mnogi ji priznavajo status najnaprednejše šole na svetu. Za Neilla je bila to nekakšna terapevtska Šola za normalno razvijajoče se otroke. Njen cilj je bil izkoristiti otroštvo in čas pubertete, da bi ustvarili čustveno celoto in osebno moč. Po Neillovem mnenju naj bi bili otroci sami motivirani za šolsko učenje le, če je ta celotnost dosežena.
Ključ do tovrstnega razvoja je v tem, da se otrokom podari svoboda do igre v atmosferi ljubezni in odobravanja. S tem je dejansko mišljena le svoboda do igre in ne njene pravice – otroci se namreč lahko igrajo kolikor se želijo, a le dokler to ne moti koga drugega. Igrajo se lahko torej dneve, tedne ali pa celo leta, odvisno koliko igre potrebujejo. Prav tako se lahko svobodno odločajo ali bodo šli k pouku ali ne, kaj bodo oblekli, ali bodo pospravili sobe ali ne, kaj bodo počeli čez dan in podobno, z vsem tem pa se odraža tudi svoboda karakternega oblikovanja.
V Summerhillu velja pravilo, da se dela v skladu z otrokovo naravo in ne proti njej. otrok ne priganjajo k učenju in učitelj jim šele na njihovo zahtevo pomaga in pokaže pot za zadovoljitev njihovih želja in potreb. Bistveno načelo vzgoje, uporabljene v Summerhillu je, da otroku ničesar ne vsiljujejo, tudi če bi bilo to za njegovo »dobro«. Vzgojitelj naj ne bi ničesar hotel za otroka in namesto njega. Tako gredo učenci k pouku skoraj vedno željni znanja. Glavna ideja Summerhilla je pravzaprav ta, da Šola ustreza otroku in ne otrok šoli.
Glede na različne opravljene analize, je bil družbeni uspeh nekdanjih učencev Summerhilla le povprečen. Ta Šola ni vzgajala genijev, vendar so nekdanji učenci vseeno lahko našli poklicno dejavnost, ki jih je zadovoljila in ki so ji sami ustrezali. Adut vseh učencev Summerhilla je trdno psihično ravnotežje, zaradi katerega so zmožni uživati v življenju, kar pa je tudi bistvo tovrstnega vzgojnega sistema.

## Koncept Summerhilla
Otroci v Summerhillu so stari od 5 do 17 let in prihajajo tudi iz tujih držav, iz denimo Nizozemske, Nemčije, ZDA, skandinavskih držav itd. Po navadi je tam naenkrat okoli 25 dečkov in 20 deklet, ki so razporejeni v tri starostne skupine (najmlajši, srednji in najstarejši). Po teh skupinah so tudi razvrščeni v bivališča, ki pa se jih ne pregleduje.
Summerhill je začel delovati kot nekakšna eksperimentalna Šola, kar pa danes zagotovo ni več. Sedaj lahko govorimo o demonstracijski šoli, saj Summerhill namreč prikazuje, da je svoboda mogoča. 
otroci v tej šoli sami sprejemajo in spreminjajo pravila in sicer na zborovanju po sobotni večerji. Na te občne zbore, ki seveda niso obvezni, lahko pride kdorkoli in po želji poda svoj glas. Skupnost vsak teden izbere novega vodjo, ki vodi naslednji sestanek. Vodja sestavi dnevni red, poziva sodelujoče, pošilja ven tiste, ki motijo dogajanje, izbira govorce med tistimi, ki dvignejo roko, z glasovanjem pripelje vsako zadevo do konca, vendar pa sam nima pravice do glasovanja. Osebne probleme pa učenci razrešujejo ob petkih ob 14. uri na t. i. sodišču. Poleg sodišč in občnih zborov je možno sklicati tudi posebne sestanke, seveda le če tajnico in vodjo prepričaš o nujnosti svojega problema. V nekaterih državah moraš biti polnoleten, da lahko izraziš svoje mnenje, med tem ko v Summerhillu lahko to storijo prav vsi, ne glede na njihovo starost. Pri tej posebni metodi dela je vzgojna vrednost izjemnega pomena. Učenci se v Summerhillu s samostojnim postavljanjem pravil za življenje naučijo priznavati zakone ter živeti in delovati po tistih zakonih, ki jih sprejmejo sami. Neill z otrokovo zmožnostjo dogovarjanja in sprejemanja smotrnih pravil za reševanje medosebnih konfliktov utemeljuje svoje poglede na vzgojo in prav ta sistem demokratičnega sprejemanja pravil, je ključ do uspeha Summerhilla.
O Summerhillu govorimo torej kot o šoli s samoupravljanjem. Takšna Šola zagotovo spada med naprednejše in tudi v Summerhillu so dokazali, da samoupravljanje deluje. Če namreč obstaja šef, ne moremo razpravljati o pravi svobodi. S tovrstnim samoupravljanjem otroci kažejo zdrav odnos do sebe in do zunanjega sveta. Ob tem navedimo nekaj primerov: na šolskem dvorišču lahko preklinjaš, v mestnem kinu ali kavarni seveda ne, izgledati moraš čist in urejen (to velja predvsem takrat, kadar se odpraviš v mesto), vsak zakon moraš spoštovati, na prehodu za pešce se je potrebno ustaviti in podobno. Seveda otroci preklinjajo tudi na šolskih dvoriščih drugih šol, vendar to počnejo skrivoma – v Summerhillu pa kletvice niso prepovedane. To pa za to, ker otroci sprejemajo preklinjanje kot naraven jezik, odrasli pa preklinjanje grajajo, ker je njihov občutek za opolzkost večji kot pri otrocih – in tega se tukaj zavedajo.
Neill ni med otroki nikoli veljal za avtoriteto, katero se je potrebno bati, temveč jim je bil enakopraven. Zavzemal se je, da v Summerhillu veljajo za vse enaka pravila – tako za otroke kot za delavce šole. Odrasli tukaj niso nekakšen vzor kreposti, ampak ljudje kot vsi ostali. Vsakega otroka obravnavajo kot samosvojo celoto in se tako poskušajo čim bolj oddaljiti od t. i. čredne psihologije. Summerhill s tem odpravlja strah učencev pred učitelji in tudi strah pred samim življenjem.
Neill je dajal otrokom zgled s strogostjo in močjo svoje lastne osebnosti. Trdno je verjel, da otroka ni potrebno učiti morale, razlikovanja med dobrim in zlim, saj se bo sam naučil, kako naj ju ločuje. Odklanjal je vsiljeno usmerjanje otrokovih želja in s tem njegovih dejavnosti. Pri tem stališču je vztrajal do konca, četudi se učenec v teh letih ni posvetil nobenemu opravilu. Menil je, da gre tu za otrokovo lastno področje, kamor se nihče ne sme vmešavati, otroku pa je potrebno glede tega pustiti vso odgovornost. 
V Summerhillu, ki naj bi med drugim veljala tudi za najsrečnejšo šolo na svetu, otroke vzgajajo v sreči in jih zdravijo nesreče. Trdijo, da je problematičen otrok nesrečen otrok, in je v vojni tako s samim seboj, kot tudi z ostalim svetom. Problematičen pa otrok postane zaradi napačne vzgoje doma in tudi v šoli – torej so za problematičnost krivi otrokovi starši in učitelji, ki so ga poučevali. učitelj ne more oz. ne sme biti terapevt, saj navzven ni nevtralen. Torej učitelj ne bi smel »zdraviti« ničesar drugega (npr. kajenja, hrupa, pitja alkohola) kot le nesrečo. In prav zato, ker v Summerhillu postavljajo srečo na prvo mesto, se mnogokrat izognejo številnim boleznim, nesoglasjem in pretepom.

## Dan v Summerhillu
Dan v Summerhillu se začne ob 8.15 uri z zajtrkom, ki v glasni jedilnici traja dobre pol ure. Tukajšnji otroci pojedo veliko sveže nekuhane zelenjave. Po navadi imajo za vsak obrok na jedilniku vsaj dve glavni jedi, tako da lahko otroci sami izbirajo, kaj bodo jedli. Kuharji si prizadevajo za uravnovešeno prehrano učencev in se izogibajo pripravi hrane, ki vsebuje veliko škroba. Pazijo tudi pri kruhu – vedno je na voljo le tisti, ki vsebuje cela pšenična semena. Neill je večkrat poudaril, da je zdravje, ki ga uživajo v Summerhillu, naravnano k svobodi, svežem zraku in seveda dobri hrani.
Do 9.30, ko se pričnejo učne ure, naj bi bile pospravljene postelje, vendar tega tako ali tako nihče ne preverja. pouk je predviden do 13. ure za starejše in do 12.30 ure za tiste malo mlajše. Urnik predavanj sicer obstaja, a velja le za učitelje. Učenci lahko namreč hodijo k uram po lastni želji. S tem pravilom Neill ne želi spraviti učenja na slab glas, vendar resnično verjame, da bi moralo priti učenje šele po igri. Sicer verjame, da je učenje pomembno, vendar ne za vsakogar. Med ljudmi velja prepričanje, da se mora vsak otrok učiti matematiko, geografijo, zgodovino, nekaj naravoslovja, malo umetnosti in vsekakor nekaj književnosti. Neill pa je vedno govoril, da je čas, da spoznamo, da povprečen otrok ni kaj dosti zainteresiran za kateregakoli izmed teh področij. Od vseh teh hitro pozabljivih predmetov, ki so več ali manj izguba časa in energije, je veliko pomembnejša zabava. Knjige bi morale biti najmanj pomembno orodje v šoli. Starši sicer le počasi sprejemajo dejstvo, kako nepomembna je stran učenja v šoli, v Summerhillu pa se kljub temu trdno držijo prepričanja, da se tako odrasli kot otroci učijo le tisto, kar si sami želijo. Zagotavljanje občutka sreče pri otrocih bi moralo biti glavno načelo vseh izobraževalnih sistemov. Prav tako bi morali uspešnost šole ocenjevati na podlagi zadovoljstva otrok in ne na podlagi akademskih dosežkov. Na Neillovo žalost pa še vedno vse preveč staršev misli, da je otrok rojen v grehu in nima pravice do veselja, sreče, temveč le do usmiljenja, ko stori neko neprimerno dejanje oz. greh. Ne zavedajo se, da noben človek ne more biti omejen in srečen hkrati.
Popoldnevi v Summerhillu so za vse prosti. To je čas, ko lahko učenci rišejo, pišejo, se igrajo, se zamotijo z glasbo, kolesarijo ali počnejo kaj drugega. Ob 16h postrežejo s čajem, temu pa sledi povzetek predavanj.
Dogovoriti se je mogoče tudi za kakšno zasebno oz. dodatno učno uro. Pravzaprav gre za neuraden pogovor ob ognjišču. Led so največkrat prebili tako, da je učitelj, ki je kadil pipo in poslušal, tudi učencu dovolil prižgati kakšno cigareto. 
Preverjanj znanj se v Summerhillu ne poslužujejo, morda le včasih kakšnega, pa še to zgolj za zabavo. Neill je namreč menil, da je za otroka bolj pomembno življenje v takšni skupnosti, kot pa vsi učbeniki sveta.

## Inšpekcija
Vse šole v Britaniji so bile pod nadzorom Ministrstva za šolstvo, današnjega Oddelka za znanost in šolstvo, pregledovali pa so jih inšpektorji v službi kraljice. 
Summerhill je prva inšpekcija doletela leta 1939. Vsi inšpektorji razen enega so svoje ocene podali na podlagi učnih ur in učenja. Zapisali so, da dajejo tej internatski šoli leto dni časa, da izboljša program in popravi svoje delovanje, če se želi uvrstiti na seznam registriranih šol. Neill jim je dejal, da ve, da je njihov glavni cilj učenje, vendar vseeno vztraja pri svojem načelu, ki v ospredje postavlja življenje.
Osebje Summerhilla inšpektorje še danes doživlja kot nekakšne policiste, ki se nikoli ne smejejo, so preresni, nedostopni in delujejo togo. Oni pa po drugi strani jemljejo Summerhill kot neurejeno šolo, saj so povsod ostanki papirja, smeti ležijo naokrog, stoli so v večini pretrdi, pohištvo ni razkošno itd. Neill pa pravi, da so otroci in Šola takšni zato, ker po navadi delajo nekaj pomembnejšega. 